# Sciara saportana
Espèce
Sciara saportana est une espèce fossile d'insectes diptères de la famille des Sciaridae.

## Classification
L'espèce Sciara saportana est décrite en 1937 par Nicolas Théobald (1903-1981) dans sa thèse,.

### Une collection de l'Oligocène supérieur des Bouches-du-Rhône
L'holotype est un échantillon A35 des collections de l'Institut géologique de Lyon provenant du gypse d'Aix-en-Provence. Cet échantillon est de l'étage Oligocène supérieur ou Chattien, d'il y a 28 à 23,03 Ma,

### Étymologie
L'épithète spécifique saportana rend hommage au paléobotaniste français d'Aix-en-Provence Gaston de Saporta (1823-1895).

## Description

### Caractères
Diagnose de Nicolas Théobald en 1937, : 

« Insecte noirâtre, couché sur le côté. Tête arrondie, petite, détail des yeux non visible : deux antennes longues, filiformes, quinze articles visibles (nombre total = 16). Thorax ovale, renflé sur le dos. Abdomen de forme subconique, ♀ ; sept segments. Pattes fines, velues ; tibias terminés par de petites griffes. Ailes dépassant l'abdomen ; nervures C, R et Rs fortes, cette dernière longuement arquée, se terminant peu avant le sommet ; Sc non visible ; R se terminant en peu au milieu de l'aile ; les autres nervures effacées. ».

### Dimensions
La longueur totale est de 6 mm ; la longueur de la tête est de 0,5 mm ; la longueur du thorax est de 2 mm ; la longueur de l'abdomen est de 3,5 mm ; la longueur des ailes est de 5 mm.

### Affinités
« La forme du corps rappelle les Cecidomyiidae, mais dans ces derniers les tibias n'ont pas de griffes, les antennes ont des touffes de poils, la nervation des ailes est plus réduite. La nervation de notre échantillon est celle des Sciarinae. le g. Sciara a déjà été signalé d'Aix par Serres et Saporta, mais ces citations ne sont accompagnés d'aucune figure.
Ce genre est connu à l'état fossile dans un grand nombre de gisements : les formes de l'ambre sont toutes de taille inférieur et ne dépassent pas 3 mm. d'autres ont été décrites de Rott, Radoboj et Œningen. ».

## Biologie
« Ce genre est actuellement répandu dans le monde entier.
Les larves des Sciara se développent dans les végétaux en décomposition, quelques-unes dans les bouses de vache. ».

## Galerie
- Espèces sœurs vivantes du genre Sciara.
- Sciara.analis.
- Sciara hemerobioides.
- Sciara hemerobioides - aile.
- Sciara humeralis.
- Sciara militaris.

### Publication originale
- [1937] Nicolas Théobald, « Les insectes fossiles des terrains oligocènes de France 473 p., 17 fig., 7 cartes,13 tables, 29 planches hors texte », Bulletin Mensuel de la Société des Sciences de Nancy et Mémoires de la Société des sciences de Nancy, Imprimerie G. Thomas,‎ 1937, p. 1-473 (ISSN 1155-1119 et 2263-6439, OCLC 786027547). .